# Varion
Varion (* 6. Oktober 1992; bürgerlich Florian Kiesow) ist ein Webvideoproduzent, der ab November 2019 durch seine kurzen Sketche auf YouTube bekannt wurde. Diese zeigen Diskussionen und Konfliktsituationen zwischen verschiedenen von ihm selbst gespielten Charakteren über Alltags- und Handwerker-Themen.

## Leben
Varion ist ein gelernter Metallbauer aus Siggelkow und hat einen jüngeren Bruder. Seit 2011 lädt Varion Videos auf der Plattform YouTube hoch. Von 2017 bis 2018 war er auf Vorschlag des Bundestagsabgeordneten Frank Junge über das Parlamentarische Patenschaftsprogramm in St. Louis, Missouri in den USA.
Zu Beginn seiner YouTube-Karriere arbeitete er noch im Unternehmen seines Vaters, verließ es jedoch, um sich voll seinen Videos zu widmen. Einen ersten Abonnentenaufschwung erhielt er durch den Webvideoproduzenten Zeo, der auf seinem Kanal unbekannte Kanäle vorstellt. Dadurch angetrieben gelang Varion Ende 2019 durch Reaktionen von Webvideoproduzenten wie Simon Unge, Rewinside und PietSmiet auf seine Videos ein schneller Zuwachs an Abonnenten. So hatte Varion am 2. November 2019 noch rund 10.000 Abonnenten und durchbrach am 10. Februar 2020 die Marke von einer Million Abonnenten. Neben seinem Hauptkanal Varion betreibt er den Zweitkanal flovarion für Outtakes der Videos seines Hauptkanals. Im Dezember 2019 trat Varion in der YouTube-Satireshow World Wide Wohnzimmer und Ende Januar 2020 in einer Folge der Streamingserie Neue Deutsche Abendunterhaltung von Rocket Beans TV auf. Außerdem erreichte er das Halbfinale des ersten großen Schachturniers „Zugzwang“ ebenfalls auf Rocket Beans TV. 2020 erhielt er die Goldene Henne in der Kategorie #Onlinestars, die nach einer Online-Publikumswahl vergeben wurde. 2022 war er als Nebendarsteller dreier Rollen in der ZDFneo-Serie Ich dich auch! zu sehen. Varion lebt in Hamburg. Seit dem 19. Oktober 2021 betreibt er mit den Webvideoproduzenten Trymacs und UnsympathischTV den Podcast Offline + Ehrlich.

## Auszeichnungen
- 2020: Goldene Henne in der Kategorie #Onlinestars
- 2020: Top Creator in Deutschland[18]

## Belege
1. ↑  VARION. 26. Mai 2024.
2. ↑  Twitch. Abgerufen am 11. Februar 2024.
3. ↑  Siegerinterview mit Florian Varion Kiesow, mdr.de, 31. Oktober 2020.
4. 1 2 3  Laura Friedrich: Varion – Comedy-YouTuber mit rasantem Aufwärtstrend. In: Quotenmeter.de. 29. März 2020, abgerufen am 18. April 2020.
5. ↑  Darum ist Varion so erfolgreich, Walulis 17. April 2021.
6. ↑  Komiker Varion aus MV startet bei Youtube voll durch, nordkurier.de, 8. Januar 2020, abgerufen am 13. April 2020.
7. ↑  Über Patenschaftsprogramm für ein Jahr in die USA, frank-junge.de
8. ↑  Siggelkow: Amerika mit Rückflugticket, svz.de, 8. August 2018.
9. ↑  Darum ist Varion so erfolgreich | WALULIS bei 2:20. In: Youtube. Walulis, 13. April 2020, abgerufen am 14. April 2020.
10. ↑  Bastian Braun (Hrsg.): Varion knackt die 10.000 Abonnenten und macht eine YouTube-Aktion! In: Comicschau. 2. November 2019, abgerufen am 1. Dezember 2021.
11. ↑  Plötzlicher Hype, Pläne, Job & Geld uvm. | Varion im Talk, World Wide Wohnzimmer, 22. Dezember 2019, abgerufen am 18. April 2020.
12. ↑  Neue Deutsche Abendunterhaltung, Staffel 6, Folge 9, fernsehserien.de, 29. Januar 2020, abgerufen am 13. April 2020.
13. ↑  Goldene Henne 2020: Kategorie #OnlinestarsVarion schnappt sich die Goldene Henne bei den #Onlinestars, mdr.de, 22. Oktober 2020
14. ↑  „Der Youtuber Florian „Varion“ Kiesow erhielt während der Fernsehgala die Goldene Henne in der Kategorie Onlinestars, in der auch „Lehrerschmidt“ aus der Grafschaft nominiert war.“ So hat Lehrer Schmidt die „Goldene Henne“-Show erlebt, Grafschafter Nachrichten, 1. November 2020.
15. ↑  imfernsehen GmbH & Co KG: Filmografie Florian Kiesow. Abgerufen am 11. April 2022.
16. ↑  Dagi Bee, Varion & Co: Youtube-Stars standen bei Goldene Henne zur Wahl, superillu.de, 31. Oktober 2020.
17. ↑  Sonja Zügner: Meinung zu 'Offline + Ehrlich' - Wieder was gelernt, das keiner braucht. 10. November 2021, abgerufen am 26. Mai 2024.
18. ↑  Die Top-Listen 2020 der besten Videos des Jahres stehen fest

| Personendaten    | Personendaten                     |
| ---------------- | --------------------------------- |
| NAME             | Varion                            |
| ALTERNATIVNAMEN  | Kiesow, Florian (wirklicher Name) |
| KURZBESCHREIBUNG | deutscher Webvideoproduzent       |
| GEBURTSDATUM     | 6. Oktober 1992                   |